# Мосьпановский сельский совет
Мосьпа́новский либо Моспа́новский се́льский сове́т — входил в состав Чугуевского района Харьковской области Украины.
Административный центр сельского совета находился в селе Мосьпа́ново.

## История
- 1921 — дата образования Мос(ь)пановского сельского Совета депутатов трудящихся в составе Чугуевского уезда Харьковской губернии Украинской Советской Советской Социалистической Республики.
- С 1923 года - в составе русского национального Чугуевского района Харьковского округа, с 1932 - Харьковской области, УССР.
- После 17 июля 2020 года в рамках административно-территориальной «реформы» по новому делению Харьковской области[3][4] Мосьпановский сельский совет был упразднён; входящий в него населённый пункт и его территории присоединены к … территориальной общине того же Чугуевского района.
- Сельсовет просуществовал 99 лет.

## Населённые пункты совета
- село Мосьпа́ново (Моспа́ново)